# Cryptolabis retrorsa
Cryptolabis retrorsa är en tvåvingeart som beskrevs av Alexander 1950. Cryptolabis retrorsa ingår i släktet Cryptolabis och familjen småharkrankar. Inga underarter finns listade i Catalogue of Life.